# Olympische Sommerspiele 2008/Teilnehmer (Nigeria)
| Gelbes Symbol für Goldmedaillen mit stilisierten Olympischen Ringen | Graues Symbol für Silbermedaillen mit stilisierten Olympischen Ringen | Braundes Symbol für Bronzemedaillen mit stilisierten Olympischen Ringen |
| ------------------------------------------------------------------- | --------------------------------------------------------------------- | ----------------------------------------------------------------------- |
| —                                                                   | 3                                                                     | 2                                                                       |

Nigeria nahm 2008 in Peking zum 14. Mal an Olympischen Sommerspielen teil. Trägerin der Fahne bei der Eröffnungsfeier war die Tischtennisspielerin Bose Kaffo.
Am 17. August 2016 wurde den russischen Läuferinnen Julia Schermoschanskaja, Jewgenia Poljakowa, Alexandra Fedoriwa und Julija Guschtschina die Goldmedaille in der 4-mal-100-Meter-Staffel wegen Dopings aberkannt. Die Medaillen von Belgien (jetzt Gold), Nigeria (jetzt Silber) und Brasilien (jetzt Bronze) wurden daraufhin aufrückend angepasst.

## Badminton
- Frauen
  - Grace Daniel

## Boxen
- Männer
  - Rasheed Lawal (Leichtgewicht)
  - Dauda Izobo (Mittelgewicht)
  - Olanrewaju Durodola (Schwergewicht)
  - Onorede Ehwareme (Superschwergewicht)

## Fußball
| Männer (Silber ) - Tor 1 Ambruse Vanzekin 18 Ikechukwu Ezenwa - Abwehr 2 Chibuzor Okonkwo 4 Onyekachi Apam 5 Dele Adeleye 13 Olubayo Adefemi 15 Efe Ambrose - Mittelfeld 6 Monday James 8 Sani Kaita 10 Isaac Promise 12 Ebenezer Ajilore 17 Emmanuel Ekpo 19 Oladapo Olufemi - Sturm 7 Chinedu Obasi 9 Victor Obinna 11 Solomon Okoronkwo 14 Peter Odemwingie 16 Victor Anichebe - Trainer Samson Siasia - Ergebnisse Vorrunde Niederlande: 0:0 Japan: 2:1 Vereinigte Staaten: 2:1 Viertelfinale Elfenbeinküste: 2:0 Halbfinale Belgien: 4:1 Finale Argentinien: 0:1 | Frauen - Tor 1 Precious Dede 18 Tochukwu Oluehi - Abwehr 2 Efioanwan Ekpo 3 Ayisat Yusuf 10 Rita Chikwelu 11 Lilian Cole 16 Ulunma Jerome - Mittelfeld 4 Perpetua Nkwocha 6 Kikelomo Ajayi 7 Stella Mbachu 9 Sarah Michael 14 Faith Ikidi 15 Tawa Ishola 17 Edith Eduviere - Sturm 5 Onome Ebi 8 Ifeanyi Chiejine 12 Cynthia Uwak 13 Christie George - Trainer Joseph Ladipo - Ergebnisse Vorrunde Nordkorea: 0:1 Deutschland: 0:1 Brasilien: 1:3 als Gruppenvierter ausgeschieden |

## Gewichtheben
- Männer
  - Felix Ekpo (Klasse bis 77 kg)
  - Benedict Uloko (Klasse bis 85 kg)
- Frauen
  - Mariam Usman (Klasse über 75 kg, Bronze )

## Judo
- Frauen
  - Vivian Yusuf (Klasse bis 78 kg)

## Leichtathletik
- Männer
  - 100 m
    - Obinna Metu
    - Olusoji Fasuba
    - Uchenna Emedolu

  - 200 m
    - Obinna Metu

  - 400 m
    - James Godday
    - Saul Weigopwa

  - 110 m Hürden
    - Salim Nurudeen

  - 4 × 100-m-Staffel
    - Onyeabor Nwaogu, Obinna Metu, Chinedu Oriala, Uchenna Emedolu
- Frauen
  - 100 m
    - Oludamola Osayomi
    - Ene Franca Idoko
    - Halimat Ismaila

  - 200 m
    - Oludamola Osayomi
    - Gloria Kemasuode

  - 400 m
    - Folashade Abugan
    - Joy Eze
    - Muizat Ajoke Odumosu

  - 110 m Hürden
    - Olutoyin Augustus

  - 4 × 100-m-Staffel (Silber )
    - Ene Franca Idoko, Gloria Kemasuode, Halimat Ismaila, Oludamola Osayomi, Agnes Osazuwa

  - 4 × 400-m-Staffel
    - Folashade Abugan, Joy Eze, Muizat Ajoke Odumosu, Oluoma Nwoke

  - Hochsprung
    - Doreen Amata

  - Weitsprung
    - Blessing Okagbare (Silber )

  - Dreisprung
    - Chinonye Ohadugba

  - Kugelstoßen
    - Vivian Chukwuemeka

## Schwimmen
- Männer
  - 50 m Freistil
    - Yellow Yeiyah
- Frauen
  - 50 m Freistil
    - Ngozi Monu

## Taekwondo
- Männer
  - Isah Mohammad (Klasse bis 68 kg)
  - Chika Chukwumerije (Klasse über 80 kg) (Bronze )

## Tischtennis
- Herreneinzel
  - Monday Merotohun
  - Segun Toriola
- Dameneinzel
  - Bose Kaffo
  - Cecilia Offiong